# Noegus australis
Noegus australis là một loài nhện trong họ Salticidae.
Loài này thuộc chi Noegus. Noegus australis được Cândido Firmino de Mello-Leitão miêu tả năm 1941.